# 德拉瓦藝術與設計學院
德拉瓦藝術與設計學院（英語：Delaware College of Art and Design）是位於美國德拉瓦州威明頓 (德拉瓦州)的一所兩年制私立的美術學校，成立於1997年。德拉瓦藝術與設計學院是靠著普拉特學院和孔可瑞恩藝術和設計學院合作伙伴關係的支援下而成立的。該學院的院長說因為學生人數太少而無法申請聯邦學生援助免費申請表(FAFSA)，導致該學院在2024年5月23日宣佈倒閉。

## 校友
- 史托雅

## 資料來源
1. ↑  U.S.News Delaware College of Art and Design Overview
2. ↑  2025 American Council on Education
3. ↑  NCES
4. ↑  A private arts college is set to close, citing issues with the new FAFSA. Others may follow, expert warns

## 外部連結
- 德拉瓦藝術與設計學院官方網站